# ヤーンシュタディオン・レーゲンスブルク
ヤーンシュタディオン・レーゲンスブルク（Jahnstadion Regensburg）は、ドイツ・バイエルン州レーゲンスブルクにあるサッカー専用スタジアム。
SSVヤーン・レーゲンスブルクがホームスタジアムとして使用している。

## 歴史
2012年5月、市議会の建設委員会はシュトゥットガルトのコンサルティング会社アーンスト・アンド・ヤングとフランクフルト・アム・マインの建築事務所Albert Speer & Partner (AS&P)のプロジェクト管理のための共同申請を選択した、彼らはスタジアムの建設に計画から完成まで同行。
2014年1月7日、サッカースタジアムの建設工事を開始、公式には、最初の (象徴的な) 起工式は、約3週間後の1月30日に開催、ハンス・シャイディンガー市長 (CSU) に加え、アクセル・アイヒホルツ氏(BAM Sports GmbH取締役社長)、カール・エッカート氏とペーター・プレス氏(レーゲンスブルク・レーギュベート・アリーナ取締役社長)が登壇しその他のゲストには、ヤーン・レーゲンスブルクとバイエルンサッカー協会の代表者が含まれた。
2014年3月7日、新館の定礎式が行われ、建設計画と現在の日刊紙に加えて、SSV Jahnのサイン入りジャージがタイムカプセルに入れられ、壁で囲まれました。
2014年6月4日、スタジアム建設の次の段階が始まり総重量13,000トンの1300のプレハブコンクリート要素が新しい建物に設置された。
2014年7月1日、第1回工事現場見学会を開催し新市長のヨアヒム・ウォルバーグス (SPD) も敷地内を案内された招待客の小グループの一人、7月7日から興味のある人は、登録後に毎週のガイド付きツアーで新しいサッカーアリーナの建設現場を訪れ収益は計画されているヤーンシュミーデユースパフォーマンスセンターに寄付した。
2015年7月18日、SSVヤーン・レーゲンスブルクの新しい本拠地コンチネンタル・アレーナとして開場。
2017-2018シーズン、2. ブンデスリーガは、マイナーな改修工事により、観客席数が15,224人から15,210人に14人減少。
2020年1月1日、スタジアムは一時的にアレーナ・レーゲンスブルクと改名。
2020年1月7日、コンチネンタル・アレーナのレタリングがスタジアムから撤去。
2020年2月21日、新スタジアムの名称は2020年3月初旬に行われたオンライン投票し2020年7月1日にヤーンシュタディオン・レーゲンスブルクとして命名。

## 開催された主な試合
- U-21欧州選手権

| 日付           | ホームチーム | 結果 | アウェーチーム   | ラウンド           |
| -------------- | ------------ | ---- | ---------------- | ------------------ |
| 2015年11月13日 | ドイツ       | 3-1  | アゼルバイジャン | U-21欧州選手権2017 |

- 国際Aマッチ (女子)

| 日付           | ホームチーム | 結果 | アウェーチーム | ラウンド |
| -------------- | ------------ | ---- | -------------- | -------- |
| 2016年10月22日 | ドイツ       | 4-2  | オーストリア   | 親善試合 |
| 2019年5月30日  | ドイツ       | 2-0  | チリ           | 親善試合 |

## ギャラリー

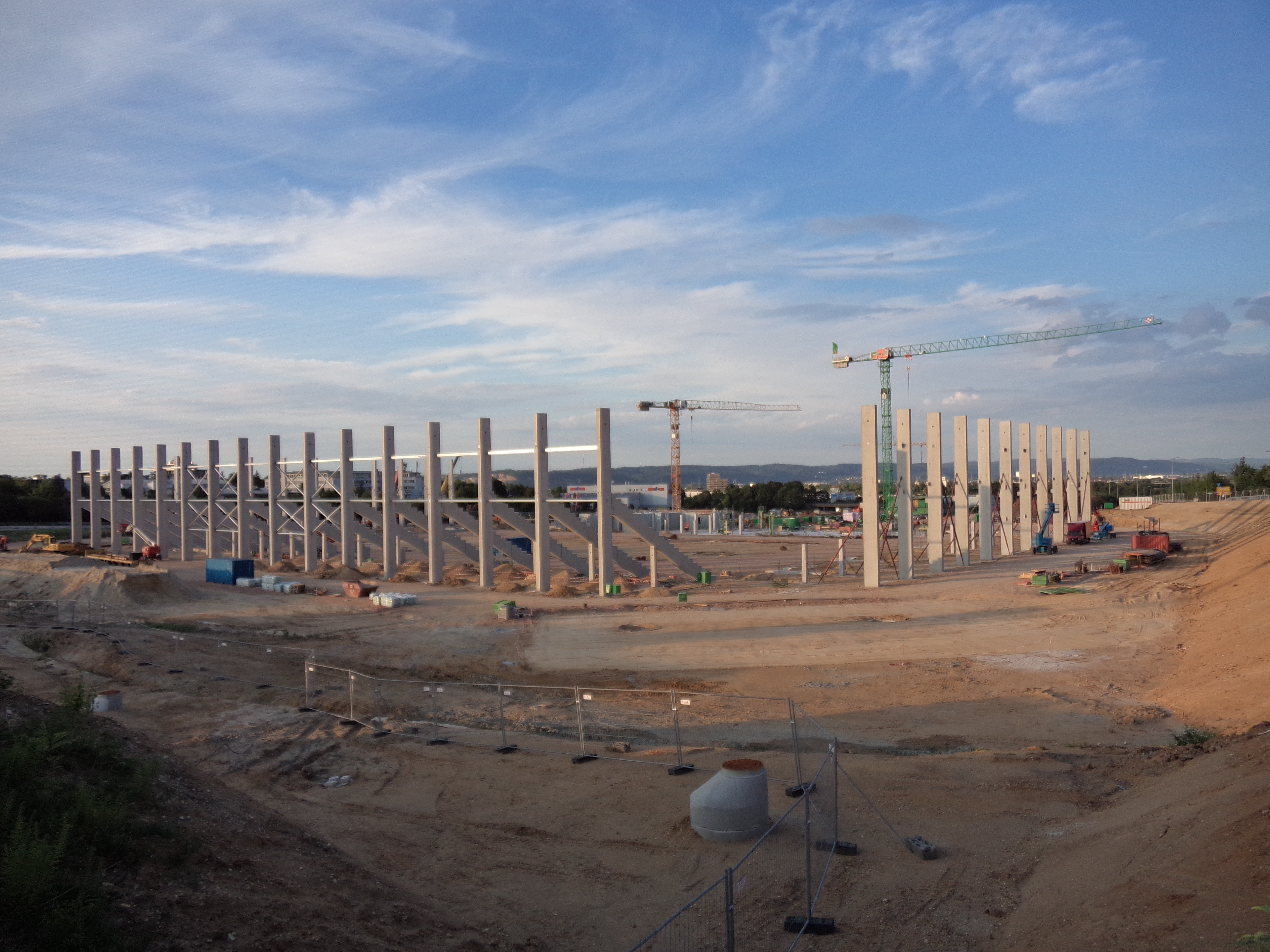
建設中のスタジアム (2014年)
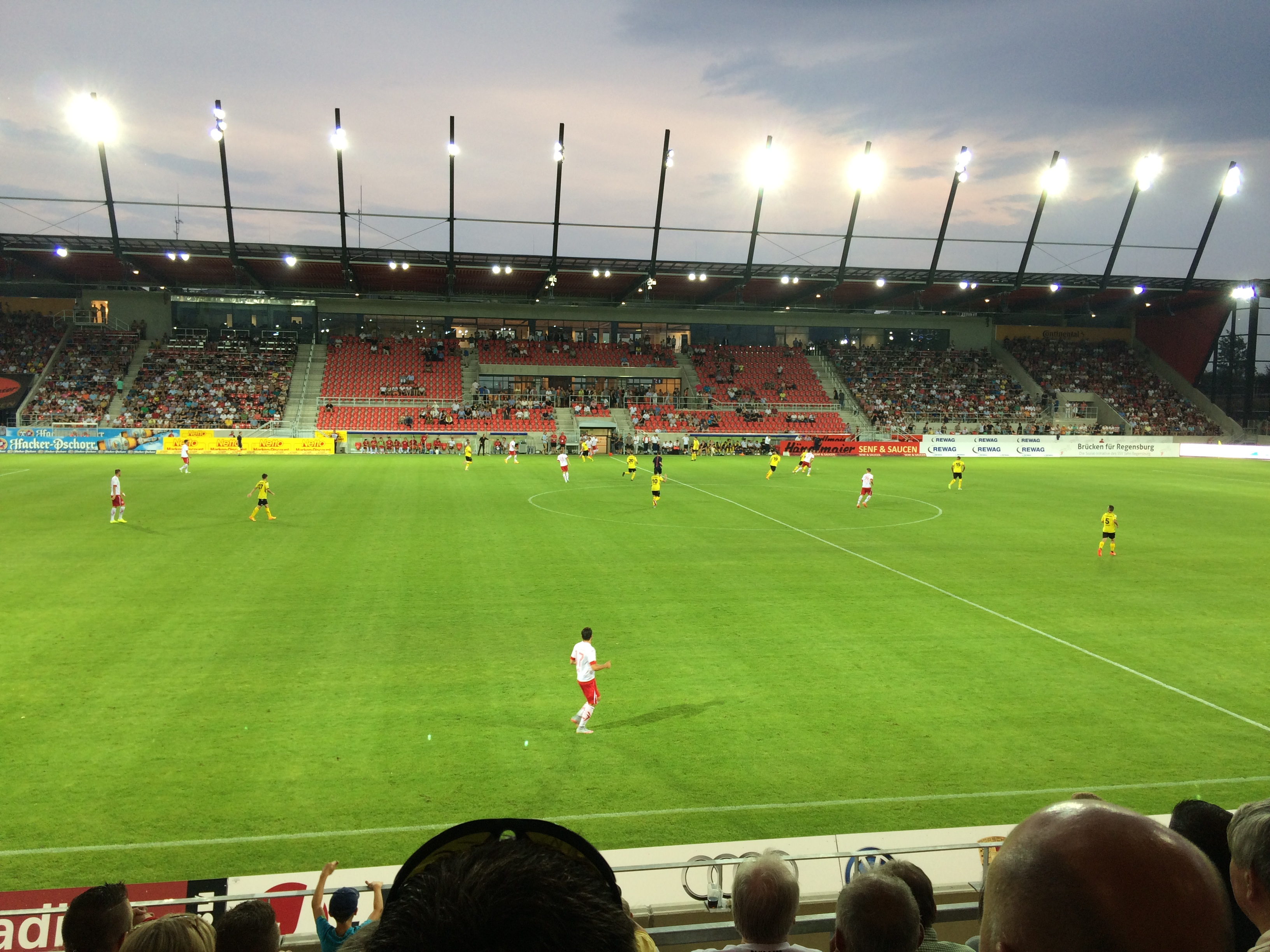
2015年のメインスタンド
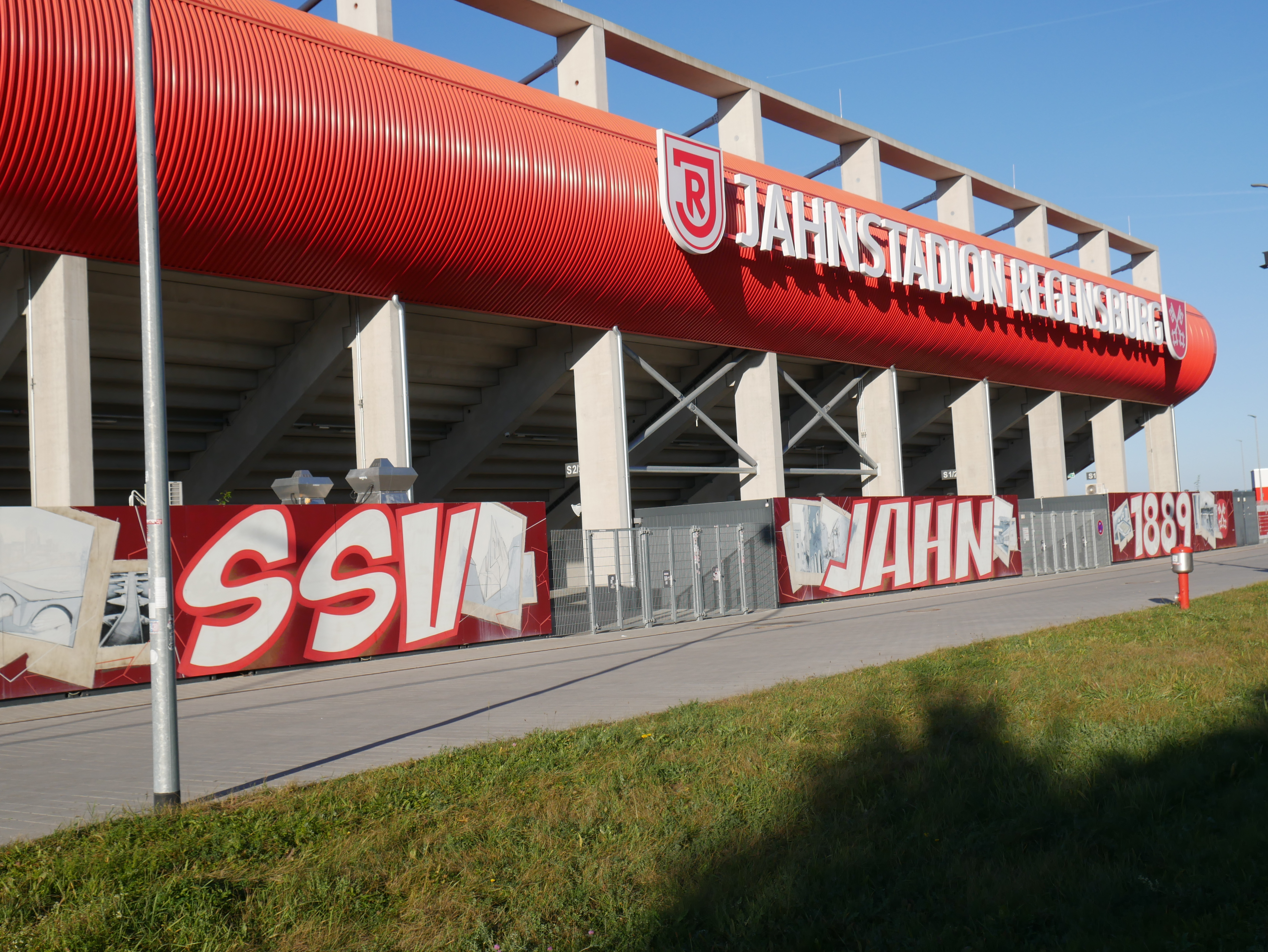
2021年の外観
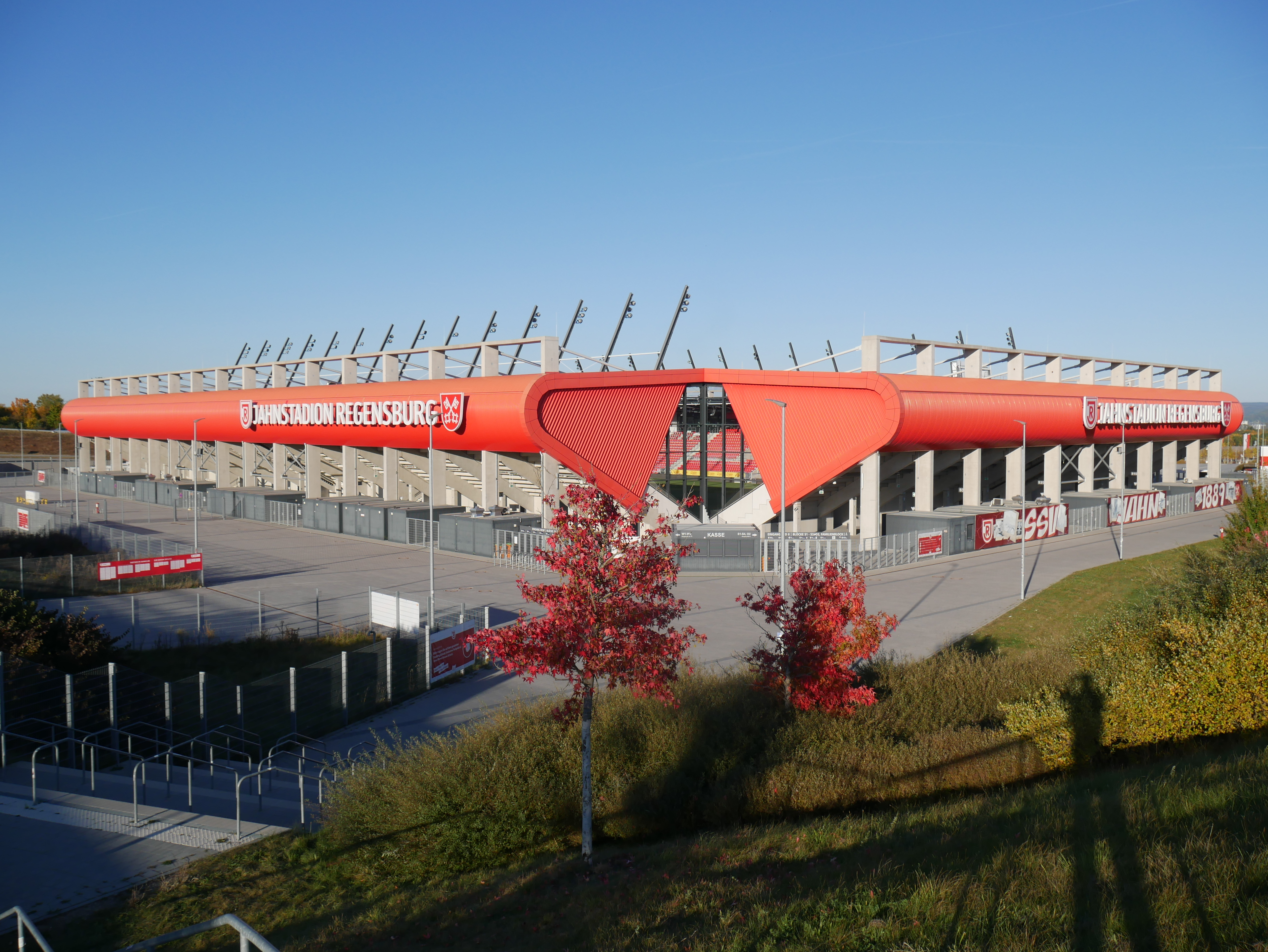
2021年の外観
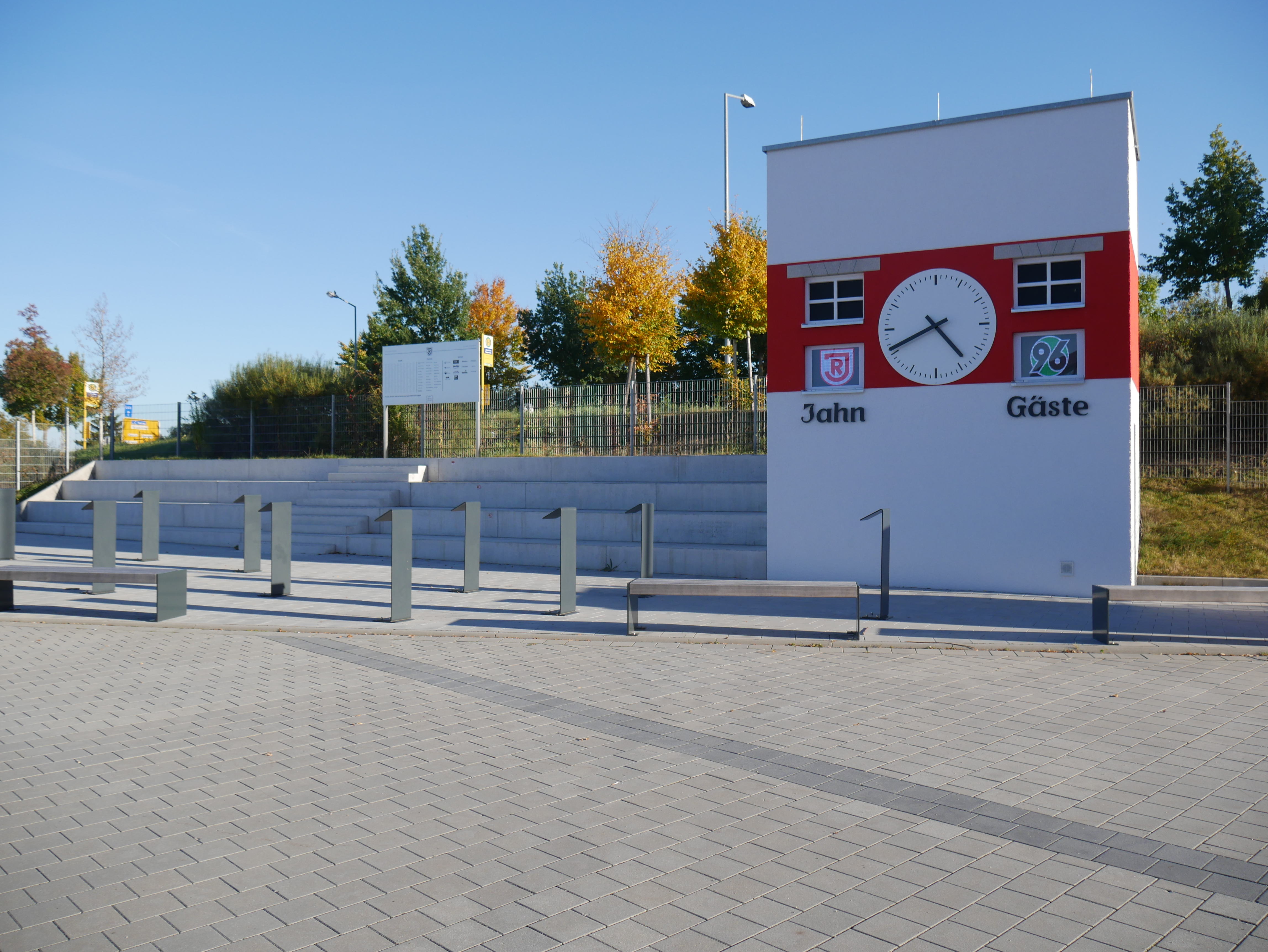
2021年の旧スタジアム
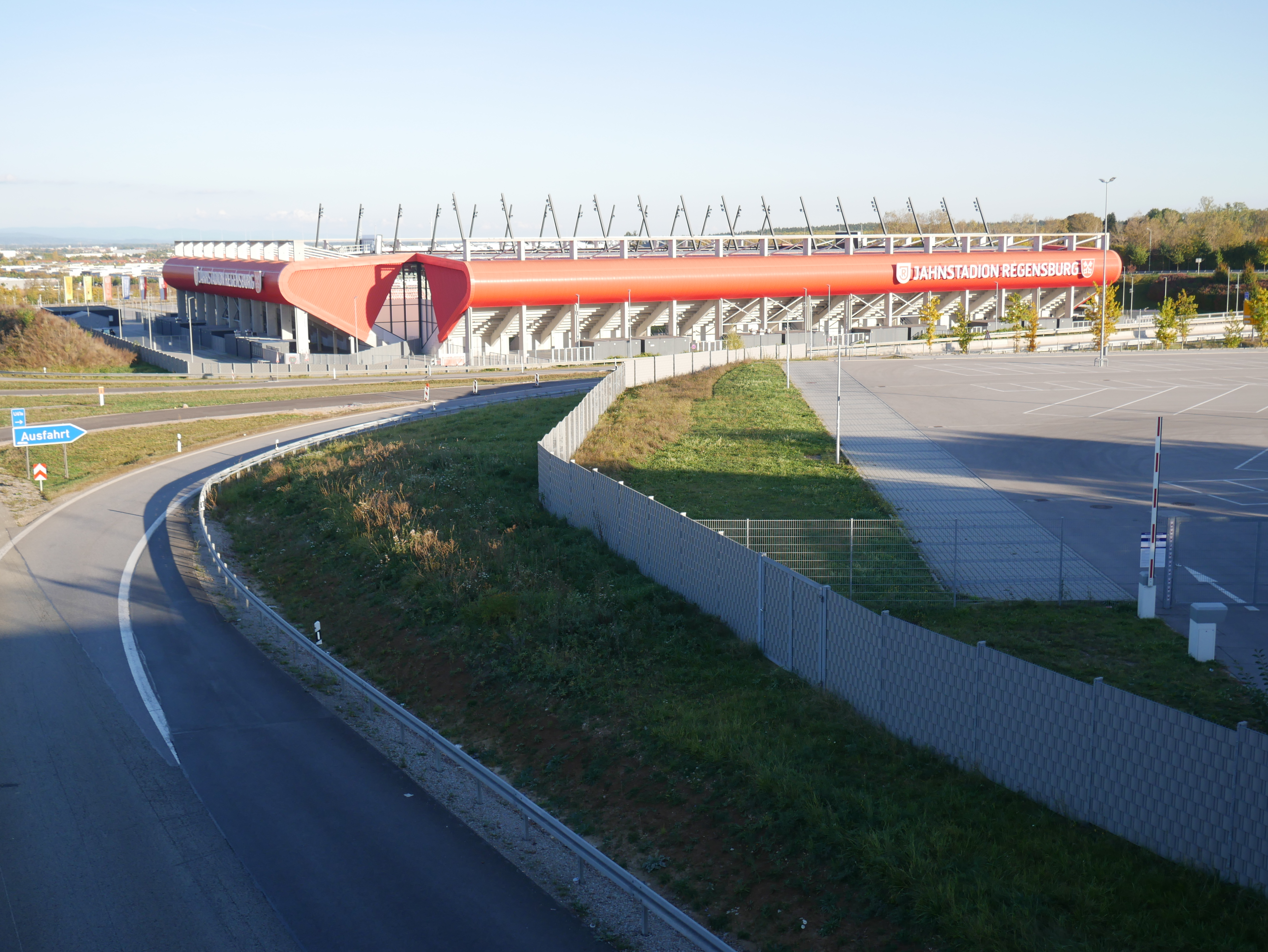
2021年の外観
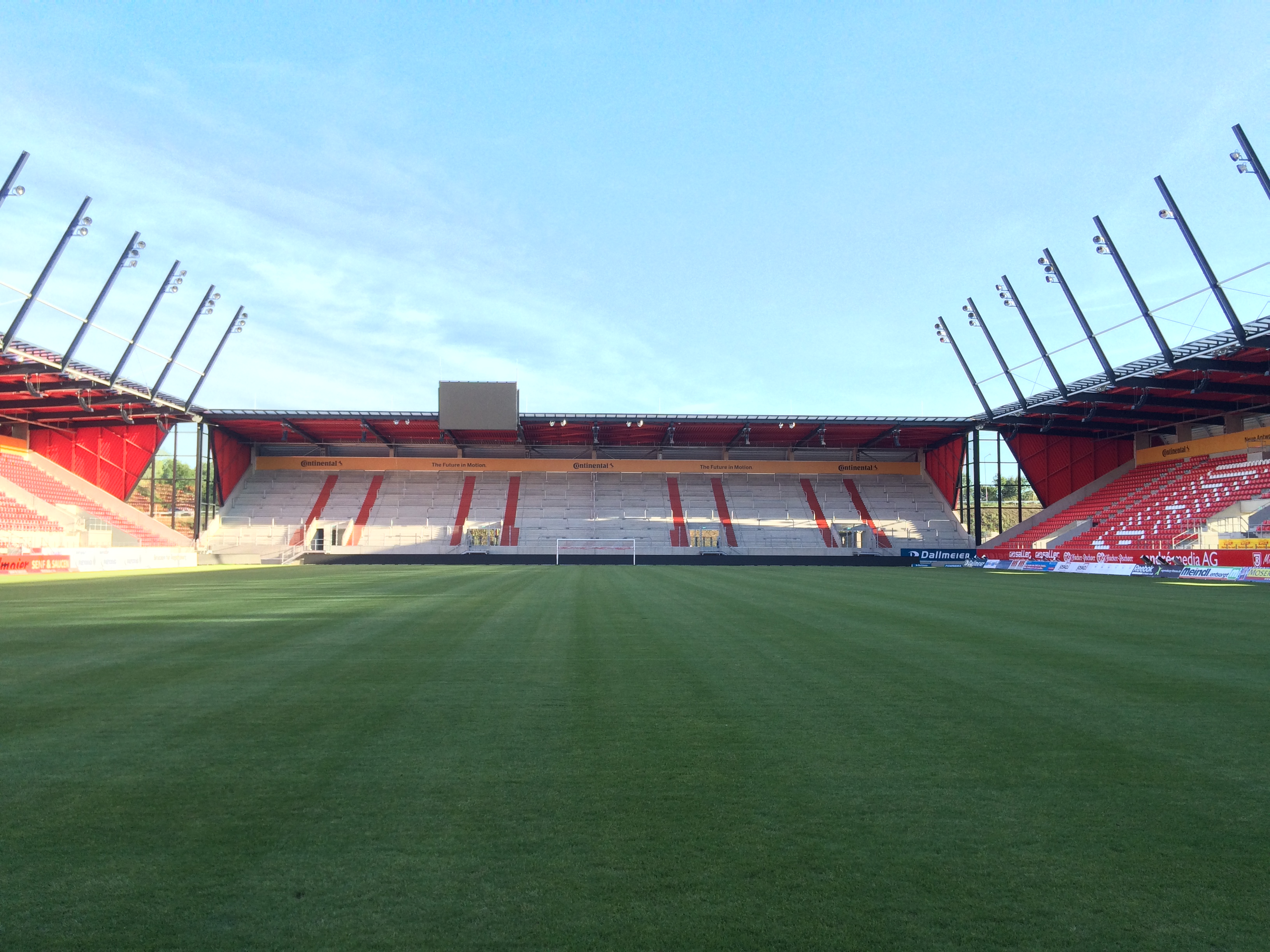
2015年のの内観
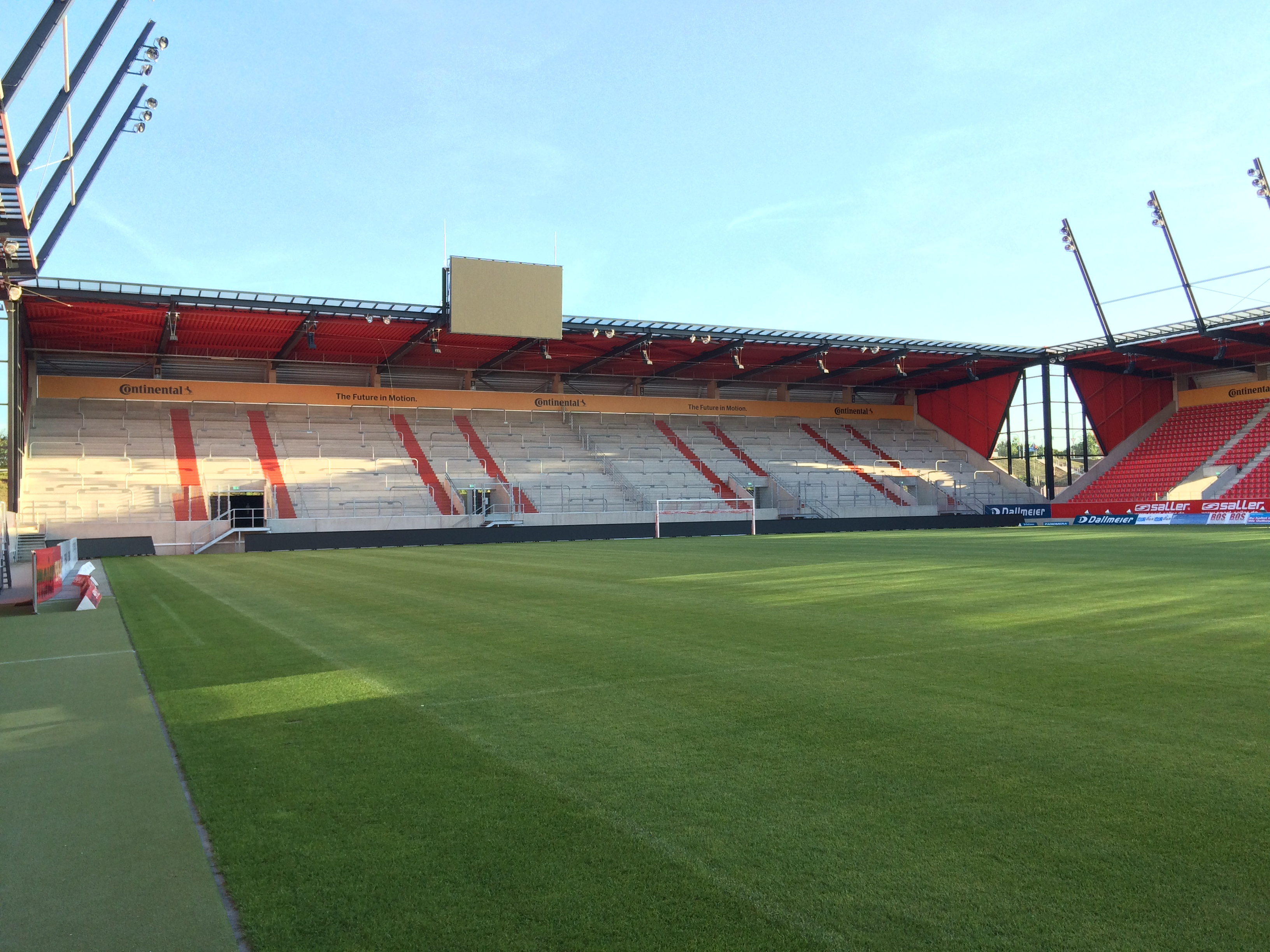
2015年の内観
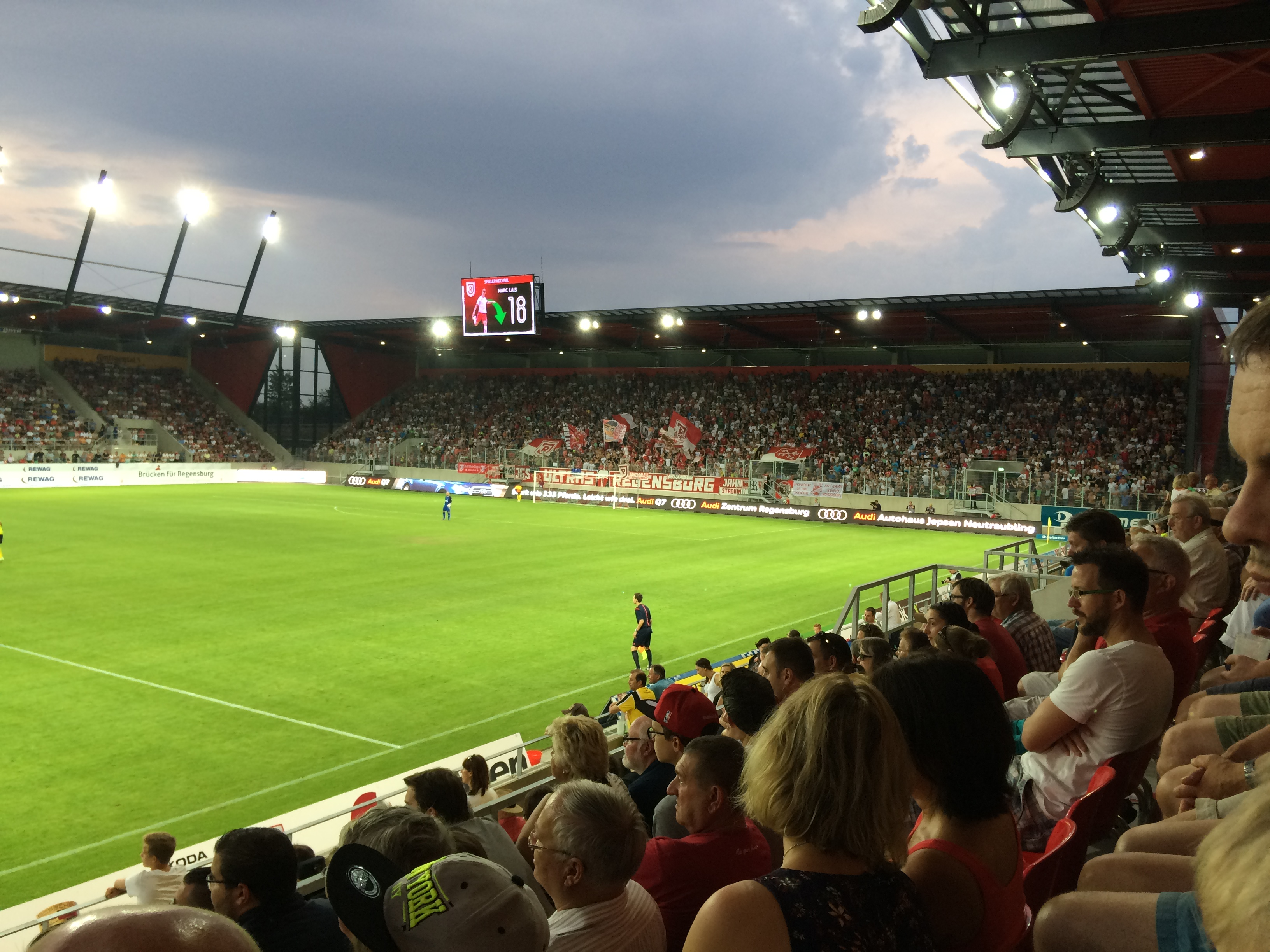
スタジアム内部